# Margit Holmgren-Ekman
Margit Sofia Gullviva Fritiofsdotter Holmgren-Ekman, född Holmgren 9 januari 1880 i Uppsala församling, Uppsala län, död 21 maj 1977 i Motala församling, Östergötlands län, var en svensk rösträttsaktivist. 
Holmgren-Ekman, vars man var läkare, var verksam i kampanjen för införandet av kvinnlig rösträtt i Sverige och ordförande för Föreningen för kvinnans politiska rösträtt i Motala 1912–1917.